# 神通大橋
神通大橋（じんづうおおはし）は、富山県富山市の一級河川神通川に架かる富山市道五艘大泉線の橋梁。

## 概要
神通川の馳越線工事が1903年（明治36年）3月（一部資料では同年5月21日）に完成したことに伴い、同年5月1日に婦負郡桜谷村地内に架設され、同年5月21日に正式に竣工した。この時の橋は長さ228間（約415 m）、幅員3間2尺、草槇6,000石であった。架橋材は青森官林より払い下げられた。その後1938年（昭和13年）3月に長さ425.8 m、幅6 mの木桁橋（旧橋）に架け替えられた（なお、この橋の架け替え以前にも1914年〔大正3年〕の水害により破損し、修復後の1915年〔大正4年〕8月27日に通行が許可されている）。
1948年（昭和23年）7月25日、集中豪雨による増水のため橋の中央部が流失した。
現在の橋は上流側が1952年12月より総工費1億7400万円を投じて建設を開始し、1956年（昭和31年）3月24日、下流側が1969年（昭和44年）9月にそれぞれ竣工したものである（歩道部分が9月1日より先行開放）。特に下流側の橋は、上流の富山大橋の交通量増大に対応するために建設されたもので、広い歩道も設置されている。
両橋とも、橋の損傷を防ぐため、橋脚数を減らしてアーチ構造で補強されている。
かつては富山県道208号小竹諏訪川原線に指定されていたが、2000年（平成12年）3月以降は富山市道五艘大泉線に指定されている。
2020年度の定期点検で、鋼材の腐食や橋脚のひび割れ、鉄筋の破断などが確認され、加えて上流側は設計が現行の自動車荷量に対応しておらず劣化や損傷が進みやすいことから、2022年より、老朽化に伴う架け替えが富山市議会にて検討されることになった。事業費は100億円超、建設期間は10年以上と想定している。2023年12月14日に富山市が発表した計画によると、2027年度以降から2038年度までに上流側の架け替え工事を行い（この間は下流側での対面通行などを検討している）、下流側の橋は当面補修して使用するとしている。整備費は約100億円になる見込みである。

## 橋データ
- 左岸 - 富山県富山市畑中[4]
- 右岸 - 富山県富山市神通町[4]
- 形式 - 鋼ランガー橋6連 + PC単純桁橋（上り）、鋼トラスドランガー橋3連 + PC単純桁橋7連（下り）[11][15]
- 橋長 - 425.9 m（上り）[4]、425.8 m（下り）[11][15]
- 幅員 - 11.25 m（上り）、6 m（下り）[11][15]
- 高さ - 約20.2m（上り）、約21.6m（下り）[10]
- 施工 - 横河橋梁製作所[注 2]（下り鋼橋部）・ピー・エス・コンクリート[注 3]（下りPC桁部）[15]
- 床版 - 鉄筋コンクリート[15]